# Gen CACNA1C

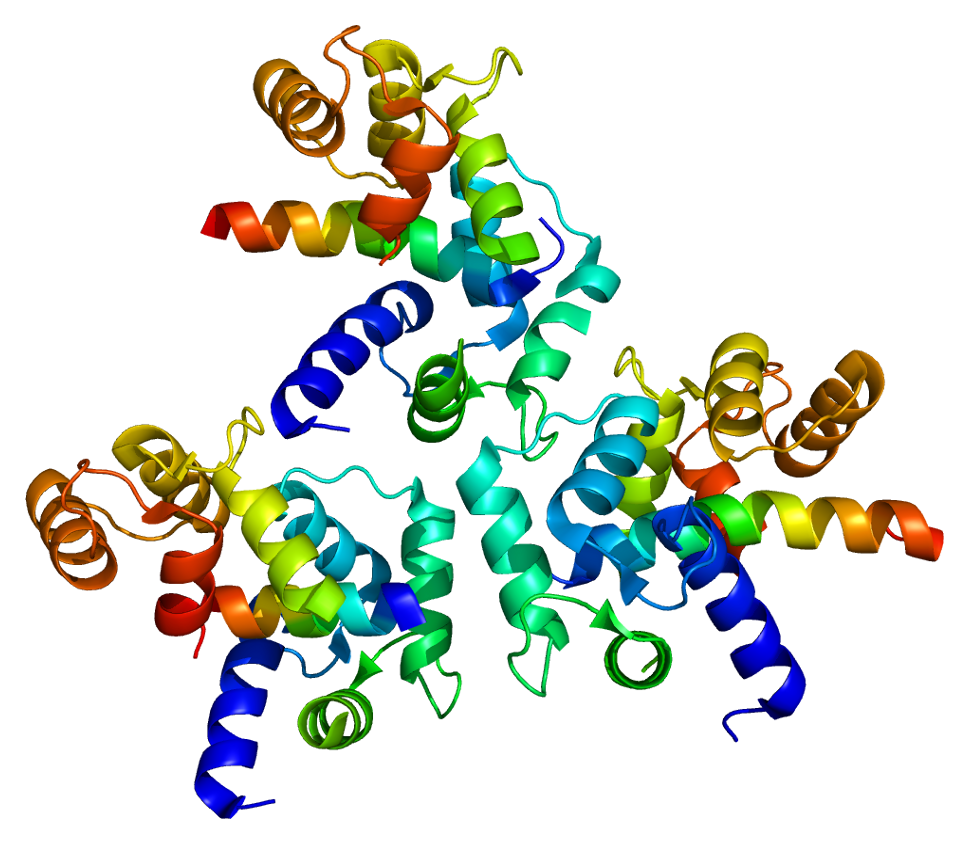
Model struktury białka kodowanego przez CACNA1C z bazy PDB

Gen CACNA1C (ang. calcium voltage-gated channel subunit alpha1) - koduje podjednostkę alfa-1C zależnego od potencjału kanału wapniowego typu L, który pośredniczy w napływie jonów wapnia do komórki, po polaryzacji błony.

## Struktura i funkcje
Podjednostka alfa-1C składa się z 24 segmentów umieszczonych w przestrzeni transbłonowej komórki, zdolnych do tworzenia porów, którymi transportowane są jony wapnia. Ta struktura jest odpowiedzialna za napływ wapnia w odpowiedzi na depolaryzację błony, regulując w ten sposób różne procesy wewnątrzkomórkowe, takie jak neurotransmisja i ekspresja genów w wielu różnych komórkach i neuronach. Aktywność podjednostki alfa-1 jest niezbędna do sprzężenia sygnałów elektrycznych na powierzchni komórki z fizjologicznymi zmianami zachodzącymi w komórkach. Cały kanał wapniowy ma strukturę złożoną z podjednostek alfa-1, alfa-2 (delta), beta i gamma w stosunku 1: 1: 1: 1.
Ekspresja genu CACNA1C zachodzi głównie w mięśniach gładkich, komórkach trzustki, fibroblastach oraz neuronach. Podjednostka alfa-1C bierze udział w prawidłowym funkcjonowaniu wielu obwodów neurologicznych, w tym hipokampu, ciała migdałowatego i układ nagrody, które są silnie zaangażowane w patofizjologię chorób psychicznych. Podjednostka alfa-1C jest głównym składnikiem tego typu w kanałach wapniowych w mózgu i może odgrywać główną rolę w napływie jonów wapnia do dendrytów podczas transmisji synaptycznej. Ponadto może też wpływać na geny zależne od jonów wapnia, w tym geny BDNF (ang. brain‐derived neurotrophic factor) i BCL2 (ang. B‐cell lymphoma 2), których produkty białkowe mają działanie neurotroficzne i neuroprotekcyjne w strukturach czołowo-skroniowych.
Pełną sekwencję genu CACNA1C o numerze ENSG00000151067 można zobaczyć na stronie ensembl.

## Regulacja
Aktywność kanałów CaV1.2 jest ściśle regulowana przez jony Ca2+. C-końcowy ogon podjednostki alfa-1C kanału wapniowego kodowanego przez CACNA1C bezpośrednio wiąże się z kalmoduliną, białko wiążące jony wapnia o wysokim powinowactwie, które poprzez interakcję z cząsteczkami docelowymi, w tym kinazami wapniowo-kalmodulinowymi, jest kluczem do wyzwalania kaskad sygnałowych, które przekazują sygnał wapniowy do jądra, przyczyniając się do regulacji genów, np. BDNF oraz BCL2, zależnych od ich aktywności. Powoduje to, że kanały współpracują ze sobą, gdy otwierają się w tym samym czasie, aby umożliwić napływ jak największej ilości jonów wapnia, a następnie zamykają się razem, aby umożliwić rozluźnienie się komórki.

## Znaczenie kliniczne
Mutacje zachodzące w CACNA1C, w tym zmiany pojedynczego nukleotydu (ang. SNP), mogą być związane ze zwiększeniem ryzyka zachorowania na zaburzenia psychiatryczne, w tym schizofrenii, choroby afektywnej dwubiegunowej, depresji oraz autyzmu a także powodować zaburzenia rytmu serca.

## Mutacje w genieCACNA1C

Przedstawienie graficzne położenia genu CACN1C

Stwierdzono, że mutacje w genie CACNA1C powodują zespół Timothy'ego. Ten stan dotyczy przede wszystkim serca, ale może wpływać na wiele innych obszarów ciała, w tym palce u rąk i nóg, zęby, układ nerwowy i układ odpornościowy. Zespół Tymothy’ego charakteryzuje się chorobą serca zwaną zespołem długiego odstępu QT, ta nieprawidłowość w układzie elektrycznym serca może powodować poważne zaburzenia rytmu serca, które mogą prowadzić do nagłej śmierci pacjenta.
Mutacje w genie CACNA1C zmieniają strukturę kanałów CaV1.2 w całym organizmie. Zmienione kanały pozostają otwarte znacznie dłużej niż zwykle, co pozwala jonom wapnia na dalszy przepływ do komórek. Wynikające z tego przeciążenie jonami wapnia w komórkach mięśnia sercowego zmienia sposób bicia serca i może powodować nieprawidłowe skurcze mięśnia sercowego i arytmię. Uważa się, że zmienione kanały i przepływ jonów wapnia również upośledzają regulację niektórych genów podczas rozwoju, co prowadzi do nieprawidłowości twarzy, zębów i neurologicznych w zespole Tymothy’ego.
Analiza funkcjonalna tranzycji G na A w nukleotydzie 1216, w eksonie 8A, powodującą zamianę gly406-na-arg (G406R) w genie CACNA1C, wykazała, że wytworzona mutacja G406R utrzymuje się wewnątrz Ca (2+), powodując prawie całkowitą utratę zależnej od napięcia dezaktywację kanału. Inną mutacją w zespole Tymothy'ego jest zmiana 1204G-A w eksonie 8 genu CACNA1C, powodująca substytucję gly402-to-ser (G402S). Stwierdzono, że wariant splicingu w eksonie 8 ulega wzmożonej ekspresji w sercu i mózgu (80% mRNA CACNA1C), pacjenci z tą mutacją mają dłuższy średni odstęp QT i cięższe zaburzenia rytmu serca niż pacjenci z mutacją w eksonie 8A.
Mutacje w genie CACNA1C zostały również zidentyfikowane u osób ze zespołem długiego odstępu QT. Osoby cierpiące na to schorzenie, mają arytmię, która może prowadzić do omdlenia lub zatrzymania akcji serca i nagłej śmierci. Badania sugerują, że mutacje genu CACNA1C, które powodują zespół długiego QT, występują w innej części genu niż te, które powodują zespół Timothy'ego. Charakterystyka funkcjonalna mutacji z wykorzystaniem techniki patch clamp całych komórek w heterologicznym systemie ekspresji HEK293 ujawniła, że mutacja zmiany sensu Pro857Arg prowadzi do zwiększenia funkcji kanałów wapniowych, z 113% wzrostem piku ICa, L przy +10 mV w porównaniu do typu dzikiego genu CACNA1C, który może wydłużyć potencjał czynnościowy serca i wydłużać odstępu QT. Chociaż te mutacje genu CACNA1C zmieniają kanały CaV1.2 i przepływ kanałów wapniowych, nie jest jasne, dlaczego powodują one tylko problemy z sercem.
Mutacja pojedynczego nukleotydu w genie CACNA1C (ang.  calcium voltage-gated channel subunit alpha1 C) o numerze rs1006737 (G/A) jest jak dotąd najlepiej poznanym polimorfizmem związanym z chorobą afektywną dwubiegunową. Gen CACN1C znajduje się na chromosomie 12. Polimorfizm  rs1006737 zlokalizowany jest w pozycji 2236129 w regionie intronu trzeciego. Mimo że SNP nie jest ulokowany w części kodującej genu, to może on wpływać na jego ekspresję. Warianty SNP rs1006737 wykazują znaczące różnice w częstotliwości występowania wśród wszystkich populacji. Allel A, który jest uważany za czynnik ryzyka dla zaburzenia afektywnego, jest obecny z częstością 54% wśród ludności afrykańskiej i  5% wśród ludności azjatyckiej.